# Texananus cumulatus
Texananus cumulatus är en insektsart som beskrevs av Ball 1900. Texananus cumulatus ingår i släktet Texananus och familjen dvärgstritar. Inga underarter finns listade i Catalogue of Life.